# 蔡彰
蔡彰（1942年8月—），男，汉族，吉林通榆人，中华人民共和国政治人物，曾任吉林省高级人民法院院长，二级大法官，第十届全国人大代表。